# Flavio Pontello
Pour les articles homonymes, voir Pontello.
Flavio Callisto Pontello (né le 11 mars 1924 à Florence en Toscane, et mort le 31 mai 2006 dans la même ville), est un homme d'affaires italien du BTP, connu pour avoir été le dirigeant de la S.a.s. Costruzioni Callisto Pontello et le propriétaire du club de football de la Fiorentina dans les années 1980.

## Biographie
Issu d'une famille d'entrepreneurs du BTP, il reprend la tête de l'entreprise familiale en 1944, alors gravement en difficultés à la suite des conséquences de la Seconde Guerre mondiale et à l'occupation nazie.
Il s'inscrit à la faculté d'ingénierie et obtient son diplôme en 1961.
La « S.a.s. Costruzioni Callisto Pontello », alors sous sa direction, réalise notamment plusieurs autoroutes dont certaines parmi les plus importantes du pays.
Dans les années 1960, il s'associe avec le Groupe Marzocco pour des réalisations dans le bâtiment.
En 1968, il crée la Fondazione Callisto Pontello destiné aux études et à la recherche scientifique dans le domaine du BTP.

### Fiorentina
Toscan d'origine et fervent supporter du club de sa ville natale de la Fiorentina, il parvient à acquérir le club en 1980 (son fils Ranieri restera président du club de 1980 à 1986).

Entre 1980 et 1990, il change radicalement l'image du club. En 1981, Pontello décide de changer les symboles comme l'hymne du club et surtout le lys, ce qui ne manque pas de provoquer la colère des supporters florentins.
Il est également à l'origine de la venue de nombreux grands joueurs au club comme Roberto Baggio, Sócrates, Dunga, Daniel Passarella, Francesco Graziani, Eraldo Pecci, Daniele Massaro, Pietro Vierchowod ou encore Daniel Bertoni.
En 1990, la vente du joueur phare du club Roberto Baggio à l'ennemi juré des supporters florentins de la Juventus, provoque la colère des supporters (des émeutes éclateront dans toute la ville). Malgré cela, la famille Pontello annonce son intention de rester à la tête du club. Cela déclenche une véritable colère de la part des supporters violets qui manifestent devant le siège du club ainsi qu'aux abords de la propriété des Pontello. Ces manifestations aboutissent à la vente du club par Pontello au producteur de cinéma Mario Cecchi Gori.

## Distinctions
- Ordre du Mérite du travail (1973)